# Azijnschorpioen
De azijnschorpioen (Mastigoproctus giganteus) is een zweepstaartschorpioen uit de familie Thelyphonidae.

## Kenmerken
De lengte bedraagt ongeveer 7,5 centimeter en hij is daarmee de grootste Thelyphonidae soort.

## Verspreiding en leefgebied
Deze soort komt voor in het zuiden van de Verenigde Staten en Mexico, in de nabijheid van menselijke nederzettingen.

## Giftigheid
Ze genieten de reputatie giftig te zijn en hun beet is behoorlijk pijnlijk, hetgeen waarschijnlijk te wijten is aan het azijnzuur dat wordt uitgesproeid ter bescherming en enige irritatie kan veroorzaken. Dit doet het dier door zijn staart over zijn lichaam naar voren te buigen en zijn aanvaller te besproeien.